# Lowry Crossing
Lowry Crossing város az USA Texas államában, Collin megyében. Lakosainak száma 1689 fő (2020. április 1.).

## Népesség
A település népességének változása:
| Lakosok száma | 1229 | 1711 | 1689 |
|               | 2000 | 2010 | 2020 |